# 神鬼寓言III
《神鬼寓言III》是一款由Lionhead Studios開發、Xbox遊戲工作室發行的開放世界動作角色扮演遊戲，2010年於Xbox 360與Microsoft Windows發行。作為神鬼寓言系列的第三部遊戲，故事聚焦在主角為了推翻身為親哥哥的阿爾比恩國王而集結盟友與建立發起革命的後盾所做的努力。成功推翻後，主角成為君王，並面臨必須抵禦強敵以保護阿爾比恩的挑戰。本作的配音陣容包括班·金斯利（薩賓）、史蒂芬·弗萊（李弗）、賽門·佩吉（班·芬恩）、娜歐蜜·哈瑞絲（裴吉）、麥可·法斯賓達（羅根）、佐伊·沃納梅克（泰瑞莎）、伯納·希爾（沃爾特·貝克爵士）、尼可拉斯·霍特（艾略特）、約翰·克里斯（賈斯柏）、強納森·羅斯（貝瑞·哈奇）、阿卓亞・安多（凱林）、凱莉·布萊特（布萊特沃的女英雄）及路易斯·塔蒙（布萊特沃的男英雄）。
本作於2010年10月29日發行於Xbox 360、於2011年5月20日透過Games for Windows與Steam發行於PC。PC版加入了Xbox 360版沒有的Hardcore模式難度與3D功能。本作大致獲得積極評價。

## 遊玩機制
玩家操控皇室英雄踏上冒險去推翻現任君王並接管王國。進行主線劇情的同時，玩家必須做出會產生深遠影響的各種重大決定。道德系統將大多數行為區分為“善良”與“邪惡”；善良的行為大致展現慷慨、善心與寬恕，邪惡的行為則代表自私、貪婪與殘酷。大部分道德決定以對話分支提示，然而玩家的狀態亦會受支線任務與他們犯下搶劫與謀殺等罪行的頻率影響。以公會徽章與禮物為主要形式的獎勵可以透過民眾對他們的觀感來獲得。
戰鬥觸發非常頻繁。皇室英雄有三種主要攻擊形式：近身攻擊、遠程攻擊與魔法。玩家可以針對攻擊方式進行客製化，例如選擇一把劍或槌子作為近戰武器，或是將兩種咒語組合起來。攻擊可藉由維持與積蓄來釋放強大威力，但會因此動彈不得而得承受被攻擊的風險。關鍵攻擊會使玩家與他們的目標進入特殊擊殺動畫，這種動畫會基於使用武器與被攻擊的目標種類不同而變化。透過遊玩過程，玩家會提升他們的武器技能。武器還會基於玩家的行為改變外觀與設計。
皇室英雄有一隻能由玩家命名的寵物狗相伴。這隻狗將陪著皇室英雄旅行，並可以跟牠玩、撫摸或是交談。冒險過程中，這隻狗將引導玩家找到寶箱或是埋藏物品的地點，並會在附近有敵人時嚎叫。這隻狗還會在戰鬥中助攻，基本形式為咬斷倒下敵人的喉嚨，但可以學習其它技巧來增進狗的技能。
與傳統暫停選單不同，《神鬼寓言III》將玩家帶進一處聖殿，一個皇室英雄能以肉身走進去的中心位置。在聖殿中，玩家能免於戰鬥攻擊，並能取得他們的武器、服裝、成就、存檔及系統設定。還有一張地圖可以使用，允許玩家快速抵達世界各地、檢視開放的任務與管理他們的財產。
金幣在本作中非常重要，尤其到了遊戲後半段玩家必須在戰爭爆發前湊齊大約650萬個金幣。賺錢管道有很多種。物品與寶藏可以在當鋪典當，並且隨著價格波動有機會買低賣高賺取利潤。玩家可以購買幾乎所有商店與房子，這能讓玩家每五分鐘賺到一筆被動收入（房子必須租給房客以賺取房租）。這些資產可以維修，也能用遊戲中收集到的家具裝飾房子。玩家還能游完一些迷你遊戲作為兼職，並透過追求連勝賺取額外收入。
玩家還能透過選擇發展戀愛關係。如果一個NPC與皇室英雄關係友好並且性向兼容，玩家可以選擇發展一段戀情。玩家可以結婚與生育，也能離婚與分手。

## 概要

### 設定
《神鬼寓言III》發生在《神鬼寓言II》事件50年後的虛構大陸阿爾比恩。前作玩家操控的角色“包爾斯頓的英雄”成為阿爾比恩的統治者，並建立以包爾斯頓為首都的新王國。接著王國進入工業時代，攫取大量資源以及廣設工廠成為常態。除了阿爾比恩，本作還包含奧羅拉這塊海外大陸，一個經歷毀滅性事件後正努力重建的沙漠地帶。

### 劇情
雙親亡故後，“包爾斯頓的英雄”最年輕的孩子（皇室英雄）與哥哥羅根——阿爾比恩的新國王——一起住在首都的城堡裡。在處理家務時，皇室英雄聽到關於羅根最近四年變了很多的傳言，說他變得極度暴虐，最近甚至為了一項輕罪處決一名阿爾比恩居民。看到自己的青梅竹馬為了阻止羅根處死前來抗議的群眾挺身而出時，皇室英雄被迫不顧他人意願來抉擇要犧牲抗議群眾還是青梅竹馬。當晚，做出決定後，皇室英雄接受恩師沃爾特·貝克爵士的建議一起逃走，並且因為羅根的行為決定策劃一場政變。管家賈斯柏加入隊伍後，皇室英雄逃離了城堡。
在逃進秘密通道時，一行人發現自己進入了前任國王的隱藏空間，決定為己所用，由賈斯柏繼續留在這裡來幫助英雄。此時，皇室英雄遇到泰瑞莎——神秘的尖塔女先知以及皇室英雄的遠親，她遇見他們會成為新的統治者並拯救阿爾比恩於水火。經由她的指導以及沃爾特的陪伴下，年輕的英雄出發尋找散佈在阿爾比恩各地的盟友，以得到路上遇到各種人的幫助：薩賓，住在深山裡的游牧村莊“遺民”的領袖；史威夫少校及班·芬恩，皇家軍隊的軍人；以及裴吉，“包爾斯頓反抗軍”的領袖。正當大家看起來準備好發動一場革命時，羅根聽說手足的行為後抓住史威夫，隨即以叛國罪處決他。
被冠上叛徒的罪名後，皇室英雄與盟友們被流放。在沃爾特的建議下，一行人前往奧羅拉，一個相隔大海的沙漠地帶，並與奧羅拉的領袖凱林結為盟友。在努力爭取凱林的幫助時，一行人得知一種名為夜行獸的生物，它們帶領黑暗力量摧毀了沙漠大陸，並發現羅根的行為是因為他知曉這件事以及這種生物很快將嘗試進攻阿爾比恩王國以消滅蒼生。泰瑞莎證實威脅是真的，但指出羅根沒有足夠能力對抗它，表明皇室英雄必須干涉並摘下他的王冠。在凱林的全力支持下，一行人發起針對羅根的革命，成功推翻他並指定皇室英雄為繼任君王。上任後的第一道命令，就是皇室英雄要決定該為了羅根的罪行處決他，抑或饒恕他以幫助阿爾比恩對抗夜行獸。
到此，皇室英雄知曉他們要在一年內湊齊大約650萬個金幣，以資助軍隊守護阿爾比恩對抗夜行獸及其勢力。身為統治者，皇室英雄為了湊齊錢財很快就面臨各種困難抉擇的挑戰，是要做出正確決定以改善民眾生活、實現對盟友們的諾言，還是搾取資源並背叛當初施以援手的人們以專注於籌資，同時皇室英雄能將個人錢財投入國庫中。最終，一年過去了，皇室英雄正帶領自己想方設法建立起來的力量擊退夜行獸大軍以保護阿爾比恩。然而，戰爭末尾時沃爾特被附身，逼迫皇室英雄殺了他以打敗夜行獸。主線劇情的尾聲，皇室英雄繼續掌管阿爾比恩，並面對王命導致的各種結果以及戰爭帶來的傷亡。

## 開發
《神鬼寓言III》Gamescom發布會的一開始，莫利紐茲表示本作會採取由別於其它款遊戲的主題，因為他相信系列裡的第三部曲很難做好：“如果所以規則皆已定，而你只給個新故事和一堆地點，大眾會變得沒興趣。”
在OXM UK的一場採訪中，莫利紐茲提到《神鬼寓言》成為玩家一開始很弱小、遇到壞人後開始慢慢變強這種普通遊戲的風險。當玩家擊敗壞人後，點數會掉落。確信這就是很多遊戲通用的公式，他問為什麼遊戲“總在可能最令人興奮的時機結束”？這點構成本作的基礎，讓玩家可以在自己成為統治者之前推翻暴君。他表示正式在玩家成為統治者時，“你要成為哪種人、你要成為好人還是壞人、殘暴還是善良”的各種抉擇不再只影響玩家本身，還會擴及整個國家。
莫利紐茲暗示讓玩家過度頻繁地離開城堡去查案或打仗可能會有弊端，問道：

你想當像《銀河飛龍》裡的畢凱的君王嗎？坦白說，如果艦長親自登陸行星帶隊打仗，我會很擔心，因為他應該在艦長椅上坐鎮後方才對；但如果他決定身先士卒，那就是我們賦予你身為君王的自由。

提到《神鬼寓言III》的靈感，莫利紐茲說“如果《神鬼寓言》的靈感是當地傳說，《神鬼寓言II》是亞瑟王與羅賓漢，那《神鬼寓言III》就絕對是叛亂與君主——既現代又歷史”：

有趣的是當你看著它你會發覺‘天啊！這些最近才開始統治我們的人居然很有創意地使用、濫用他們的權力，並且用在很多邪惡的事上’。例如亨利八世，我們來看看這傢伙都做了什麼。他不講‘嘿！這場婚姻不太順利’，他選擇直接殺光他的所有妻子。不僅如此，為達此目的，他用新的宗教取代舊的。他還將5%的稅收（等同今天的數十億）花在自己的酒窖上，而全國很多百姓卻正處於饑荒與瘟疫的水深火熱中。這傢伙絕非善類，而且你若這麼寫會讓他聽起來超級壞。歷史有把他描繪成這種壞蛋嗎？不見得，它把他描繪成沉迷於六個女人的快活小子。這是個引人入勝的靈感，而我們非常希望當你成為統治者時有能力變得這麼多采多姿。

本作還對一些傳統《神鬼寓言》概念多了新想法，例如變形，玩家的武器會隨著他們的作為與結盟而變化。如果英雄殺死一堆骷髏人，他們的武器會變成骨頭做的；如果他們殺了無辜民眾，他們的武器會開始滴血。隨著遊戲進行武器還會進化，變得更銳利與更致命。另一個例子是“極端表情”（英語：Extreme Emote）系統。當某個人激怒了英雄，這能展顯他們的本性，在他們背後顯現惡魔或天使的翅膀。
Lionhead Studios 的合作音效製作人喬治·貝克說《神鬼寓言III》超過47小時的對白錄音。《神鬼寓言II》則有36小時的錄音。貝克表示AI“佔最多對話”。貝克還表示在這超過47小時中包含“小道消息”，“AI會跟你講遊戲中正在發生什麼”。這“30或40”種不同的AI角色，每個都有“大概2000句對白”。三位編劇寫了46萬字的遊戲對白，並耗費超過80名演員來詮釋。有很多對白曾出現在《神鬼寓言II》，因此有幾個小時的錄音是原創的仍屬未知。

## 行銷
在2009年的Gamescom前不久，幾位著名革命家的照片和名言出現在Lionhead的網站上，引起關於Lionhead下一款遊戲的討論。在Gamescom的記者會上，彼得·莫利紐茲公布了《神鬼寓言III》，Lionhead則在牆上裝飾中世紀盾牌與旗幟。
Lionhead在2010年8月宣布《神鬼寓言III》將會有配套遊戲。彼得·莫利紐茲很快表示該配套遊戲不同於《神鬼寓言II》的《酒館遊戲》，並暗示會搭配智慧型手機。官方在2025年9月28日公布一款標題為“王國建立者”（英語：Kingmaker）智慧型手機應用程式。該遊戲由玩家為本作中兩個派系（皇家與叛軍）標記真實世界裡的位置；玩家在遊戲裡獲得的升級與金幣皆可在《神鬼寓言III》中使用。該遊戲被設計在英國、愛爾蘭、法國、德國、義大利、荷蘭、西班牙與瑞典使用。
微軟發布各種DLC，包含染料、額外髮型與新任務。

### 零售版本
Xbox 360的標準版與限量版遊戲於2010年10月29日發行，PC版則在2011年5月發行。在特定商家預購的Xbox遊戲（不論標準版還是限量版）會附贈三組遊戲代碼，分別是一項特製武器、刺青，以及於發行日當天將在“村莊建立者”（英語：Villagemaker）裡創造的村民轉換到遊戲裡。
- Xbox 360 - Xbox 360標準版遊戲包含標準版遊戲光碟、一本遊戲手冊和標準版遊戲包裝。Lionhead Studios的彼得·莫利紐茲也表示，在零售版發行後的某天，《神鬼寓言III》跟《神鬼寓言II》一樣也會以分集形式Xbox Live市集上發行。第一集將免費提供。
- PC - 提供零售版與可下載版（透過Games for Windows – Live（英语：Games for Windows – Live））。[11]
- Xbox 360 - “限量遊戲手把”版包含一片標準版遊戲光碟、一本遊戲手冊、一項新的遊戲任務、《神鬼寓言III》卡片限量版、一塊擁有可用以指導玩家進行道德抉擇的善良與邪惡兩面的“公會金幣”、一隻新品種的拳師犬、兩套新服裝（一套男裝和一套女裝）、一本假書和一片有著一個家庭和一把新武器的全新區域。[12][13]
- PC - 所有《神鬼寓言III》PC標準版遊戲皆含有免費收錄於遊戲裡的限量收藏版。

### 遊戲手把
Lionhead Studios還在2010年10月5日發行一款《神鬼寓言III》限量版Xbox 360無線遊戲手把。該手把還附帶一組能解鎖遊戲中一款特製刺青的代碼。

### 神鬼寓言：金幣高爾夫
由與Lionhead密切合作的Ideaworks Game Studio所開發的一款迷你遊戲《神鬼寓言：金幣高爾夫》於2011年3月30日在Windows Phone 7上發行。以俯視視角進行，目標為消滅陸地上的敵人並讓英雄以最少射擊數進入光柱以征服每個區域。在手機上贏得的金幣可以轉換到Xbox 360或PC上的《神鬼寓言III》，並且將三個遊戲章節全部通關即可解鎖《神鬼寓言III》裡的一項特製武器。

### 書籍
《神鬼寓言：獵殺包佛林》、《神鬼寓言：世界邊緣》（英語：Fable: Edge of the World）和《神鬼寓言：血緣》（英語：Fable: Edge of the World）分別於2010年10月及2011年10月在北美與歐洲發行。這些書皆附有DLC下載碼。《神鬼寓言：獵殺包佛林》收錄名為“夏爾德鮑恩之劍”（英語：the Shardborne sword）的特製武器的下載碼，《神鬼寓言：血緣》則附有獨家染料包的下載碼；兩者皆屬於《神鬼寓言III》的一部份。

## 評價
| 汇总媒体   | 得分                    |
| ---------- | ----------------------- |
| Metacritic | X360: 80/100 PC: 75/100 |

| 媒体           | 得分                  |
| -------------- | --------------------- |
| 1UP.com        | B+                    |
| 电脑与电子游戏 | 9.2/10                |
| Edge           | 7/10                  |
| Eurogamer      | 8/10                  |
| Game Informer  | 9/10                  |
| GameSpot       | X360: 7.5/10 PC: 7/10 |
| GameTrailers   | 8.9/10                |
| HardcoreGamer  | 5/5                   |
| IGN            | X360: 8.5/10 PC: 6/10 |
| Joystiq        | [ 31 ]                |
| X-Play         | [ 32 ]                |

《神鬼寓言III》獲得大致積極評價。IGN為Xbox 360版本評分8.5/10，稱讚遊戲最後讓玩家扮演國王的部分、戰鬥機制與遊戲世界建造，但批評冗長的遊戲開頭及一些技術問題。GameSpot為本作評分7.5/10：“這個華麗的世界充滿了幽默與個性”，但感覺“一堆技術問題和過於簡單的遊玩機制削弱了樂趣”。《官方Xbox雜誌》說“《神鬼寓言III》是最令人難忘的，並非因為它會讓你笑，而是因為它還讓你會在乎。如果在你不在的情況下配偶被剝奪，你會感到內疚。當你的狗在戰鬥，你會感到自豪”。
《神鬼寓言III》PC版獲得更多褒貶不一的評價。IGN評分6/10，稱其為“互動介面未能很好銜接PC平台”的“皇家級失望之作”、“不平衡的故事與節奏”、“無聊的戰鬥”和“重覆的任務”。GameSpot評分7/10：“本作帶著畫面升級與更激烈的戰鬥登陸PC平台”，但批評“簡化的遊玩機制”依舊“削弱了樂趣”。

## 外部連結
- 互联网电影数据库（IMDb）上《神鬼寓言III》的资料（英文）